# هاري هاركيمو
هاري هاركيمو هو رجل أعمال وسياسي ويوتيوبر  فنلندي ولد في 2 نوفمبر 1953.